# Wilkins-Sund
Der Wilkins-Sund ist eine größtenteils vom Wilkins-Schelfeis besetzte Meerenge in der antarktischen Bellingshausen-See. Sie liegt zwischen der westlichen Küstenlinie der Alexander-I.-Insel und der vorgelagerten Charcot- und der Latady-Insel.
Der nördliche Teil des Sunds wurde 1910 von Teilnehmern der Fünften Französischen Antarktisexpedition (1908–1910) unter der Leitung des Polarforschers Jean-Baptiste Charcot erstmals gesichtet und grob kartiert. Der australische Polarforscher Hubert Wilkins, Namensgeber des Sunds, überflog ihn im Jahr 1929. Wissenschaftler der United States Antarctic Service Expedition (1939–1941) ermittelten 1940 seine Ausdehnung und nahmen die Benennung vor. Der britische Geograph Derek Searle kartierte ihn gemeinsam mit der Latady-Insel anhand von Luftaufnahmen der US-amerikanischen Ronne Antarctic Research Expedition (1947–1948).